# مارتن سيفرت
مارتن سيفرت (بالألمانية: Martin Seifert ) (و. 1951 – م) هو ممثل، وممثل مسرحي، وممثل أفلام من ألمانيا . ولد في يينا.

## روابط خارجية
- مارتن سيفرت على موقع IMDb (الإنجليزية)
- مارتن سيفرت على موقع ألو سيني (الفرنسية)
- مارتن سيفرت على موقع ميوزك برينز (الإنجليزية)
- مارتن سيفرت على موقع قاعدة بيانات الأفلام السويدية (السويدية)
- مارتن سيفرت على موقع ديسكوغز (الإنجليزية)
- مارتن سيفرت على موقع قاعدة بيانات الفيلم (الإنجليزية)
- مارتن سيفرت على موقع كينوبويسك (الروسية)